# Museu Anjos Teixeira

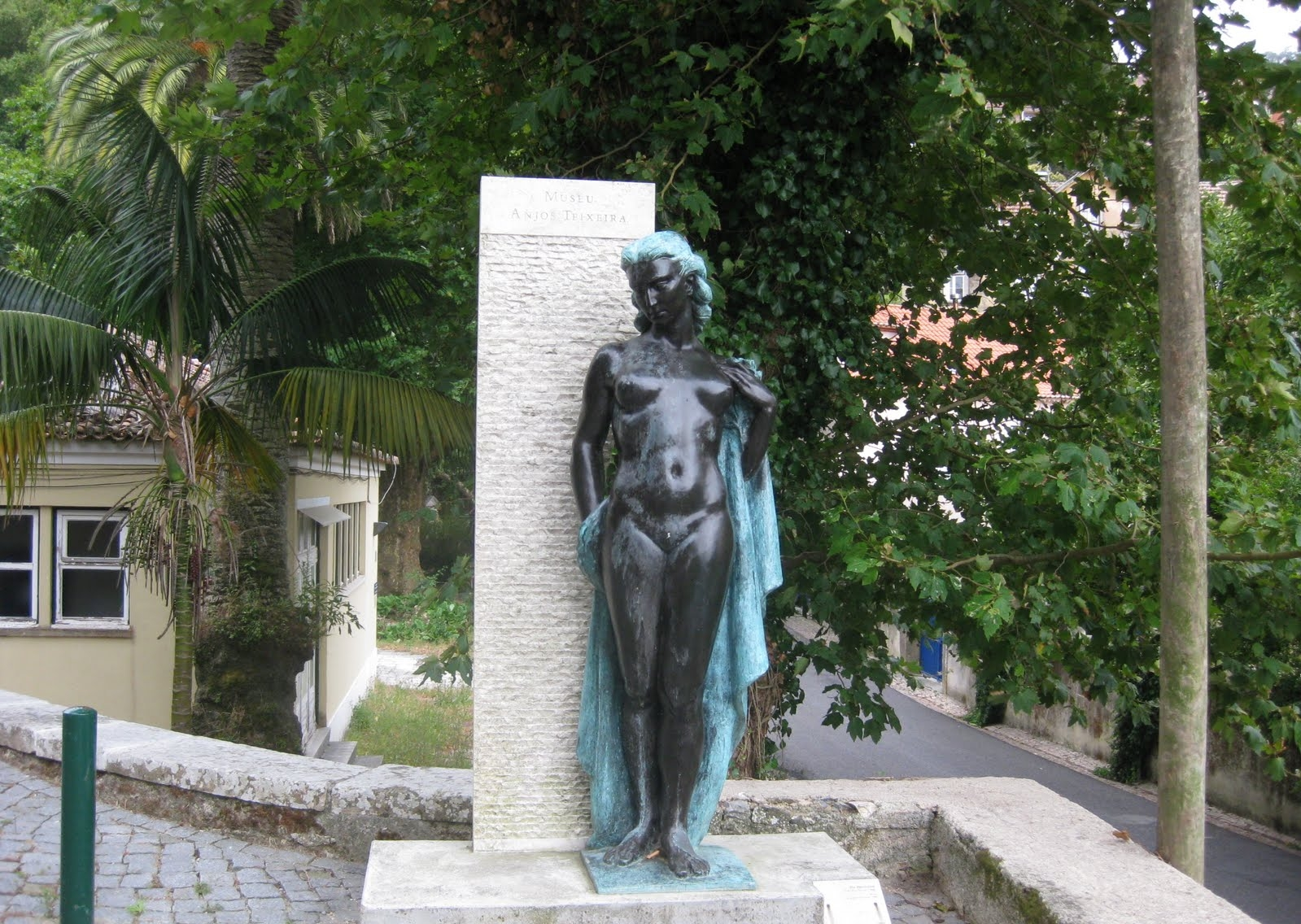
Escultura "Nu Feminino" de Pedro Anjos Teixeira (Coleção do Museu Anjos Teixeira).

O Museu Anjos Teixeira localiza-se na vila de Sintra, sede do município homónimo, do distrito de Lisboa, em Portugal.
O seu espólio é constituído pelo legado artístico de dois grandes escultores portugueses contemporâneos – Artur Anjos Teixeira (1880-1935) e Pedro Anjos Teixeira (1908-1997), respectivamente pai e filho. Em exposição permanente encontra-se grande parte da obra dos dois escultores (mármores, gessos, bronzes, maquetas, desenhos, esboços e modelos). Destacam-se os trabalhos figurativos de temática humana e animal, com especial realce para as representações dos homens e mulheres do povo, fixados pelos dois escultores nas suas diversas profissões, atitudes e trajos característicos.
O museu encontra-se instalado em um edifício do início do século XX, construído para azenha, que, na Azinhaga da Sardinha, aproveitava as águas do rio do Porto. Mais tarde, foi transformada em serração de pedra, tendo sido, por fim, adquirida pela Câmara Municipal de Sintra para um depósito de viaturas municipais. Foi requalificado e reinaugurado como museu em 1976.
Desde então até 1982, o museu passou a exibir a quase totalidade das obras dos dois escultores que possuíam uma vasta variedade de temas, entre eles a anatomia humana e animal, esculturas religiosas e obras que tratavam das diversas profissões da época. Em 1982 o museu foi fechado para restauração e ampliação do ambiente e, de acordo com a escritura do local, datada de 1974, no local deveria ser construída uma dependência para uso privado do doador.
Sob tal contexto, o Mestre passou a morar no museu, fazendo do espaço uma Casa-Museu de 1977 a 1992, ministrando aulas de escultura a jovens no período.
Recentemente, o museu recebeu uma pintura interna com tons mais claros a fim de diferenciar claramente o que era parte da estrutura do que era objeto de exposição. Com a repaginação, foi feito também o tabelamento de todas as obras do acervo.